# 二甲基硒醚
二甲基硒醚是一种有机硒化合物，化学式为(CH3)2Se，它是无色的恶臭液体，为最简单的硒醚。它可以痕量存在于无氧环境中。
二甲基硒醚可以由Se2-源和亲电甲基试剂（如碘甲烷）反应得到：
Na2Se  +  2 CH3I   →   (CH3)2Se  +  2 NaI